# Tranøy
Tranøy (en sami septentrional: Ránáidsullo) és un antic municipi situat al comtat de Troms, Noruega. Té 1,524 habitants (2016) i la seva superfície és de 523.79 km². El Parc Nacional d'Ånderdalen es troba al nord-oest del municipi.